# Promachus oklahomensis
Promachus oklahomensis är en tvåvingeart som beskrevs av Pritchard 1935. Promachus oklahomensis ingår i släktet Promachus och familjen rovflugor. Inga underarter finns listade i Catalogue of Life.